# Shi Zhiyong (ur. 1980)
Shi Zhiyong (chiń. 石智勇; ur. 10 lutego 1980 w Longyan) – chiński sztangista. Złoty medalista olimpijski z Aten.
Zawody w 2004 były jego pierwszymi igrzyskami olimpijskimi. Triumfował w wadze do 62 kilogramów. Po raz drugi na igrzyskach wystartował w 2008. Zdobył cztery medale mistrzostw świata: złoto w 2005, srebro w 2003, 2006 i 2007. Wywalczył również srebrny medal igrzysk azjatyckich w 2006. Pobił cztery rekordy świata.